# Гимназия № 127 (Снежинск)
"Гимназия № 127 имени академика Е.Н. Аврорина" города Снежинска — основана, как средняя школа с преподаванием ряда предметов на английском языке в 1966 году.
Преобразована в гимназию в 1992 году. Известна высоким процентом поступления выпускников в ВУЗы (около 100 %) и медалистов (до 20 %).
Адрес: город Снежинск, Челябинская область, улица Ленина, 50.

## История Гимназии
1 сентября 1966 года на линейке прозвучал
необычный звонок: он приглашал на первый урок ребят из двух школ:
№ 123 и № 127. Так впервые появились в городе 6 классов с
углублённым изучением английского языка, из которых впоследствии
и выросла гимназия. Через 4 года школа № 127 переехала в свой
собственный дом: 2 крыла, 4 этажа, актовый и спортивный залы,
столовая. На первой линейке в стену была замурована символическая
капсула с посланием в будущее. В это время школа, которой руководила Н. М. Кириллова, называлась так: «Школа
с изучением ряда предметов на английском языке», и это название оправдывало
себя: на английском языке у нас вели географию, пение, труд, были специальные
предметы: английская литература и технический перевод.
В 1990 году у нового директора Е. И. Трофимовой возникла идея создания
гимназии, которая реализовалась через два года. С 1992 года нам присвоен статус
многопрофильной гимназии и на сегодняшний день организована работа 6 кафедр:
начальных классов; филологии и обществознания; иностранных языков;
математики; естествознания; воспитания, физической культуры, эстетического и
трудового обучения.
С 2005 по 2009 года директором гимназии была Рогожина Татьяна Михайловна, выпускница этой же школы. В 2006 году гимназии присуждён грант губернатора Челябинской области, а в 2007 году - грант президента РФ. В 2007 году в гимназии была открыта предметная лаборатория по физике для работы с одарёнными детьми.
Сейчас Вера Николаевна Маслакова работает директором
гимназии.
Всего (к лету 2011 г.) школа № 127 сделала 40 выпусков (параллелей), в которых 98 выпускных классов. 144 выпускника
получили золотые медали, 146 человек — серебряные.
Целенаправленная работа позволяет гимназистам успешно овладевать
знаниями и показывать высокие результаты на всех уровнях.
Участвуя в эксперименте по сдаче единого государственного экзамена, три
года подряд гимназия занимает III место по Челябинской области и I — по
городу.
В 2004—2005 учебном году 117 гимназистов стали победителями и
призёрами городских олимпиад по различным предметам, 17 человек
завоевали призовые места в областных олимпиадах, трое — во
Всероссийских: Щепетильников Антон и Былинкин Александр заняли II
место по физике, Рогожина Полина — III место по английскому языку. Уже
более десяти лет команда гимназии неизменно занимает призовые места в
Уральских турнирах юных математиков.
Выпускник 2004 года Семён Глазырин на международной олимпиаде по
физике в Сеуле занял II место и награждён серебряной медалью, а его
одноклассник Дмитрий Пермяков на международных соревнованиях по
математике в Афинах завоевал III место и удостоен бронзовой медали.
Решением Собрания депутатов Снежинского городского округа от 15 февраля 2018 года № 18 образовательному учреждению, Гимназии № 127, присвоено имя Евгения Николаевича Аврорина, академика РАН, героя Социалистического Труда, лауреата Ленинской премии, работавшего научным руководителем и директором градообразующего предприятия города Снежинска «РФЯЦ-ВНИИТФ имени академика Е.И. Забабахина».

## Внеучебная работа

### Хор
Хор гимназии неизменно получает самую высокую оценку на городских
фестивалях. Дипломы лауреатов отмечают выступления гимназистов в
музыкальных конкурсах «Романсиада», «Серебряные струны»,
«Снежинская звезда».

### Спорт
Легкоатлетическая команда 25 раз побеждала в городской
эстафете 9 мая, которая ежегодно проводится в память
Победы в Великой Отечественной войне.

## Заслуженные учителя
- Архипова Лидия Васильевна
- Беккер Борис Михайлович
- Волкова Антонина Васильевна
- Ващинкина Клара Григорьевна
- Глушкова Надежда Григорьевна
- Горелик Маргарита Ивановна
- Демкина Лариса Борисовна
- Дулова Валентина Николаевна
- Дунаева Клавдия Михайловна
- Зыкова Вера Александровна
- Кириллова Нина Михайловна (директор в 1967—1988)
- Коннова Тамара Алексеевна
- Несветаева Нина Михайловна
- Самарина Валентина Петровна
- Семенова Валентина Ивановна
- Старовойтова Людмила Петровна
- Трофимова Евгения Ивановна (директор в 1988—2005)
- Труфанова Нина Николаевна